# Jacques Lemercier

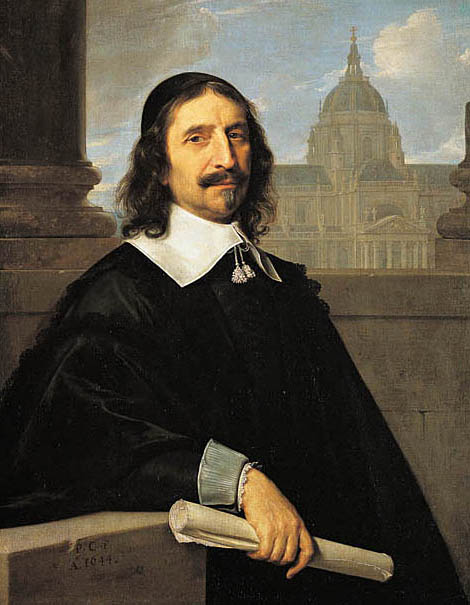
Jacques Lemercier, por Philippe de Champaigne: a Sorbonne, onde Lemercier estudou, está ao fundo da imagem.

Jacques Lemercier (cerca de 1585, Pontoise — 13 de Janeiro de1654, Paris) foi um arquiteto e engenheiro francês, o qual fez parte do influente trio que incluía Louis Le Vau e François Mansart, que estabeleceram o estilo classicizante do barroco francês, extraindo das tradições francesas do século anterior e das prá(c)ticas romanas correntes, uma nova síntese essencialmente francesa, associada ao Cardeal Richelieu e a Luís XIII.